# Трошина, Екатерина Анатольевна
Екатери́на Анато́льевна Тро́шина (род. 17 февраля 1969) — российский учёный-медик, практикующий врач-эндокринолог высшей категории. Доктор медицинских наук, профессор, профессор РАН, член-корреспондент РАН (2016).
Заведует отделением терапии с группой патологии метаболизма и ожирения ФГБУ «НМИЦ эндокринологии» Минздрава России.

## Биография
В 1992 году окончила Московский медицинский стоматологический институт им. Н. А. Семашко. В 2002 году защитила диссертацию на соискание степени доктора медицинских наук по теме «Диагностика, лечение и профилактика узловых форм заболеваний щитовидной железы».
В 2016 году стала профессором Российской академии наук (РАН), а 28 октября того же года избрана членом-корреспондентом РАН по Отделению медицинских наук.

## Научная деятельность
Е. А. Трошина специализируется на терапевтической эндокринологии. Опубликовала более 250 научных работ, в том числе 9 монографий. Входит в состав редколлегий нескольких журналов: «Проблемы эндокринологии», «Клиническая и экспериментальная тиреоидология», «Эндокринная хирургия», «Consilium Medicum», «Ожирение и метаболизм».
К научным достижениям Е. А. Трошиной относятся:
- разработка и внедрение в клиническую практику персонифицированных подходов к диагностике, профилактике и лечению заболеваний щитовидной железы, в том числе аутоиммунных и связанных с недостатком йода в питании;
- проведение крупномасштабных эпидемиологических исследований йододефицитных заболеваний в России, результаты которых легли в основу законодательной деятельности ГД РФ в данной сфере;
- научное обоснование теории антагонистической плейотропии при ожирении, изучение метаболизма кальция и особенностей инкретинового ответа при морбидном ожирении, в том числе после различных бариатрических вмешательств.

## Основные публикации
- Углеводный и жировой обмен при различном гестационном увеличении массы тела / В. Н. Покусаева, Н. К. Никифоровский, Е. А. Трошина, и др. // Проблемы эндокринологии. — 2014. — № 4 (60). — С. 35-42.
- Эффективность метформина при лечении больных с абдоминальным ожирением и неалкогольной жировой болезнью печени / Комшилова К. А., Богомолов П. О., Трошина Е. А., и др. // Клинические перспективы гастроэнтерологии, гепатологии. — 2014. — № 4. — С. 16-24.
- Показатели углеводного обмена и продукция инкретинов у больных морбидным ожирением, в том числе перенесших билиопанкреатическое шунтирование / И. И. Дедов, Г. А. Мельниченко, Е. А. Трошина и др. // Ожирение и метаболизм. — 2014. — № 1. — С. 24-31.
- Стратегии ВОЗ по предотвращению ожирения. Первый день по борьбе с ожирением в России / Е. А. Трошина // Эндокринология: новости, мнения, обучение. — 2013. — № 2. — С. 55-60.
- Кардиометаболические факторы риска на разных клинико-морфологических стадиях неалкогольной жировой болезни печени у больных абдоминальным ожирением / К. А. Комшилова, Е. А. Трошина, С. А. Бутрова и др. // Ожирение и метаболизм. — 2012. — № 3. — С. 20-2 5.
- Состояние сосудистого русла у больных артериальной гипертензией, ассоциированной с метаболическим синдромом и гипофункцией щитовидной железы / Е. С. Бычина, Л. А. Панченкова, Е. А. Трошина и др. // Терапевт. — 2012. — № 9. — С. 059—067.
- Фармакотерапия морбидного ожирения / Е. В. Ершова, Е. А. Трошина // Лечение и профилактика. — 2012. — № 1. — С. 115—118.

## Награды
- Орден Пирогова (2020)[6]
- Орден Дружбы (2025)[7]